# Cavernocymbium prentoglei
Cavernocymbium prentoglei là một loài nhện trong họ Amaurobiidae.
Loài này thuộc chi Cavernocymbium. Cavernocymbium prentoglei được miêu tả năm 2005 bởi Ubick.